# 袁红冰
袁紅冰（1952年4月12日—），中國大陸自由主義學者、文學及評論作家、持不同政見者。曾任北京大學法律系教授，以新英雄主義哲學及對中國政治現狀的批評而聞名。1989年六四事件期間組建「北大教師後援團」支援學生，曾因發表《荒原風》《歷史的潮流》，及組建「中國勞動者權益保障同盟」等事件被逮捕審訊。2004年訪問澳洲并獲得政治庇護，持續從事文學創作和社會運動。

## 延伸阅读
- 台、中關係和展望 袁紅冰：台灣是不小的強國 （页面存档备份，存于）, 台灣教會公報, 2011-12-27
- 《被囚禁的台灣：國共聯手構陷本土政權陰謀侵吞台灣》，杜葳廣告股份有限公司，初版：2012年10月，ISBN 9789574195169

## 外部連結
- 袁红冰的Facebook專頁
- 袁红冰的X（前Twitter）